# Bırakın Beni
Bırakın Beni è il brano di Emre Altuğ a essere estratto nel 1998 dall'album İbret-i Alem.